# Nocticanace flavipalpis
Nocticanace flavipalpis är en tvåvingeart som beskrevs av Wayne N. Mathis och Wirth 1979. Nocticanace flavipalpis ingår i släktet Nocticanace och familjen Canacidae. Inga underarter finns listade i Catalogue of Life.